# Albert Hull
Albert Wallace Hull (Southington, 19 aprile 1880 – Schenectady, 22 gennaio 1966) è stato un fisico statunitense.
Direttore associato della General Electric Company dal 1928, nel 1925 inventò il primo magnetron, il cosiddetto tubo di Hull.